# Arthit Aueafuea
Arthit Aueafuea (thailändisch อาทิตย์ เอื้อเฟื้อ, * 7. Januar 1997) ist ein thailändischer Fußballspieler.

## Karriere
Arthit Aueafuea spielte bis Ende 2017 beim Super Power Samut Prakan FC. Der Verein aus Samut Prakan, einer Stadt in der Provinz Samut Prakan, spielte in der höchsten Liga des Landes, der Thai League. Ende 2017 musste der Verein als Tabellenletzter in die zweite Liga absteigen. Für Samut Prakan absolvierte er 2017 zehn Erstligaspiele. Nach dem Abstieg verließ er den Verein und schloss sich dem Zweitligisten Thai Honda FC an. Ende 2019 gab der Bangkoker Verein bekannt, dass man sich aus dem Ligabetrieb zurückzieht. Anfang 2020 schloss er sich dem Amateurklub Deffo FC an. Für den Hauptstadtverein stand er bis Ende 2021 unter Vertrag. Im Januar 2021 unterschrieb er einen Vertrag beim Drittligisten Kasem Bundit University FC. Mit dem Bangkoker Verein spielte er in der Bangkok Metropolitan Region der Liga. Der Ligakonkurrent Inter Bangkok FC nahm ihn im September 2021 unter Vertrag. Für den Verein kam er jedoch nicht zum Einsatz. Im Sommer 2022 wurde sein Vertrag nicht verlängert. Der Drittligaaufsteiger Muangtrang United FC nahm ihn im Januar 2023 für den Rest der Saison unter Vertrag. Mit dem Verein aus Trang spielte er sechsmal in der Southern Region. Der Phuket Andaman FC, ein Verein, der ebenfalls in der Southern Region spielte, nahm ihn im Sommer 2023 unter Vertrag. Nach zwei Ligaeinsätzen wurde sein Vertrag im Dezember 2023 nicht verlängert. Nach kurzer Vereinslosigkeit unterschrieb er im Sommer 2024 einen Vertrag beim Zweitligisten Samut Prakan City FC. Für den Zweitligisten aus Samut Prakan bestritt er drei Ligaspiele. Nach der Hinrunde wurde sein Vertrag im Januar 2025 nicht verlängert.